# Eleição da sede da Copa do Mundo de Futebol Feminino de 2027
O processo de eleição da sede da Copa do Mundo de Futebol Feminino de 2027 foi uma licitação usada pela Federação Internacional de Futebol (FIFA) para selecionar o anfitrião do mundial feminino em 2027. A definição da próxima sede aconteceu no dia 17 de maio de 2024, em Banguecoque, na Tailândia.

## Antecedentes

Mapa do mundo com todas as seis confederações afiliadas à FIFA.

Pela primeira vez, o sistema de votação para definir a próxima sede da Copa passa a ser através de colégio eleitoral, modelo já usado na Copa masculina, com 211 votantes. A novidade foi anunciada em 2021, sendo confirmada posteriormente em 19 de dezembro de 2022. Além disso, o processo de votação para a copa de 2031 foi confirmado para o primeiro trimestre de 2025, agilizando o sistema de definição de sedes. Devido a Copa do Mundo de Futebol Feminino de 2023 ser sediada na Austrália e Nova Zelândia, as candidaturas dos países ligados à Confederação Asiática de Futebol (AFC) e a Confederação de Futebol da Oceania (OFC) estarão inelegíveis, ao menos que as candidaturas de outras federações não estiverem atrativas ou se tiver desistência geral.
Quatorze países manifestaram interesse em receber o próximo mundial, superando o recorde de 2023, onde oito países manifestaram interesse. A primeira pré-candidatura anunciada foi dos Estados Unidos em 7 de novembro de 2017. Em seguida, foi a vez do Chile demonstrar interesse em 27 de junho de 2019. O país era um dos co-candidatos junto com Argentina, Paraguai e Uruguai para receber a versão masculina de 2030.
Logo depois, em outubro de 2019, os países nórdicos como a Dinamarca, Finlândia, Ilhas Feroe, Islândia, Noruega e Suécia chegaram a anunciar em conjunto uma possível candidatura. Em outubro de 2020, a Alemanha, Bélgica e Países Baixos anunciaram uma pré-candidatura conjunta para a Copa de 2027, usando o slogan "três nações, um objetivo".
Em 21 de junho de 2022, o México anunciou a sua pré-candidatura para a Copa de 2027, sendo motivado pela escolha do país em receber a primeira edição da Copa Ouro Feminina da CONCACAF em 2024.
Em 20 de setembro de 2022, a África do Sul anunciou a sua pré-candidatura para a próxima copa, devido a conquista do título da Copa do Mundo Feminina das Nações de 2022, que também garantiu a classificação do país para a Copa de 2023. O país até então era um dos pré-candidatos no pleito anterior, mas não avançou para as finais, já que o país se concentrava na organização de uma liga nacional feminina.
Em 30 de janeiro de 2023, a Prefeitura do Rio de Janeiro anunciou um interesse de receber mais uma Copa do Mundo pela cidade maravilhosa, através de um estudo realizado pela Rio Convention & Visitors Bureau (CVB), que visava colocar o Rio de Janeiro para receber importantes torneios de esportes olímpicos até 2033. Em seguida, a cidade de São Paulo também demonstrou interesse em receber a Copa, fazendo com que o Brasil anunciasse a sua pré-candidatura para a Copa de 2027.
Em 24 de abril de 2023, a FIFA confirmou os países candidatos a receber esta competição: África do Sul e Brasil e as candidaturas conjuntas de Alemanha-Bélgica-Países Baixos e Estados Unidos-México.

## Candidaturas

#### PelaUEFA
Alemanha,  Bélgica e  Países Baixos

Logotipo da candidatura de Alemanha, Bélgica e Países Baixos

Em 19 de outubro de 2020, os três países anunciaram que enviaram a FIFA um plano apresentando a candidatura conjunta. Até o fim de 2020, os países apresentaram o documento oficial confirmando a intenção de participar do pleito, além de iniciarem as rodadas de negociações com os componentes. O slogan usado na campanha é "Três nações, um objetivo". Dos três países, apenas a Alemanha já sediou uma edição da Copa do Mundo Feminina em 2011. O país já foi palco do Campeonato Europeu de Futebol de 1988 e será novamente sede em 2024, além de ter recebido a Eurocopa Feminina de 2001. Também já sediou duas vezes a Copa do Mundo masculina, em 1974 (como Alemanha Ocidental) e 2006. Já a Bélgica foi sede do Campeonato Europeu de Futebol em 1972 e em 2000, na última edição junto com os Países Baixos. Os neerlandeses já receberam a Eurocopa Feminina em 2017. Alemanha e Países Baixos também foram subsedes da versão masculina em 2020. A parte alemã ofereceu as cidades de Colônia, Dortmund, Duisburgo e Düsseldorf para receberem as partidas. A parte neerlandesa ofereceu as cidades de Amesterdão, Eindhoven, Enschede, Heerenveen e Roterdão para receberem os jogos. A parte belga ofereceu as cidades de Genk, Anderlecht, Gante e Charleroi para receberem os jogos.

#### PelaCONMEBOL
Brasil

Logotipo da candidatura do Brasil

A Confederação Brasileira de Futebol (CBF), junto com a Prefeitura do Rio de Janeiro, manifestaram interesse em participar do pleito para a Copa de 2027. O país já chegou a ser um dos finalistas para a edição de 2023, mas teve que retirar sua candidatura devido a falta de apoio do Governo Federal, além da crise financeira ocasionada pela Pandemia de COVID-19. O projeto faz parte de um estudo realizado pela Rio Convention & Visitors Bureau (RCV), que também viabiliza outros eventos com esportes olímpicos e torneios FIFA no Rio de Janeiro até 2033, incluindo os Jogos Pan-Americanos de 2031, usando novamente a cidade maravilhosa como sede (uma vez que recebeu a competição em 2007), reaproveitando as estruturas usadas nos Jogos Olímpicos e Paralímpicos de Verão de 2016. O país já recebeu duas vezes a versão masculina da Copa do Mundo, nos anos de 1950 e 2014, além da Copa das Confederações de 2013.
Em 1 de março de 2023, a Prefeitura de São Paulo manifestou interesse em participar do pleito junto com o Rio de Janeiro, oferecendo a Neo Química Arena e o Allianz Parque para receber as partidas. No dia seguinte, o presidente da CBF, Ednaldo Rodrigues, enviou um ofício à FIFA, confirmando a intenção do país em disputar o pleito para a Copa de 2027 com a disposição de São Paulo e Rio de Janeiro para receber o torneio. As outras cidades brasileiras também podem participar do projeto, já que o evento envolve todo o país. No dia 7 de março, a então Ministra do Esporte, Ana Moser, confirmou a candidatura do Brasil para a Copa de 2027. Em seguida, as cidades de Salvador, Brasília, Cuiabá, Belém, Manaus e Fortaleza também se ofereceram a receber a Copa do Mundo em um evento sobre SAFs e mercado de capitais do futebol, organizado pela Fundação Getúlio Vargas (FGV) no dia 11 de março. Entre as capitais que se ofereceram, apenas Belém não sediou a última Copa masculina no país em 2014, perdendo a vaga para Manaus.
Em 28 de setembro de 2023, a CBF confirmou as cidades de Belo Horizonte, Brasília, Cuiabá,  Fortaleza, Manaus, Porto Alegre, Recife, Rio de Janeiro, São Paulo e Salvador como as capitais que vão compor o documento oficial da candidatura brasileira, com a saída de Belém do projeto e a inclusão da capital mineira e gaúcha, aumentando para dez o número de candidatas a Copa. Os locais são semelhantes aos da edição masculina de 2014, mas sem a inclusão de Curitiba e Natal nas futuras partidas. O plano também previa a partida de abertura no Estádio Nacional de Brasília Mané Garrincha e o encerramento no Maracanã, enquanto que nas cidades de Belo Horizonte, Porto Alegre e São Paulo, havia uma indefinição entre dois estádios. Na capital mineira, a disputa estaria entre o Mineirão e a Arena MRV, enquanto que na capital gaúcha a disputa é entre o Estádio Beira-Rio e a Arena do Grêmio e na megalópole brasileira a disputa é entre a Neo Química Arena e o Allianz Parque, com o Mineirão, Beira Rio e a Neo Química Arena sendo os estádios favoritos por terem recebido os jogos da versão masculina em 2014. Posteriormente, ficou definido que o Maracanã receberia tanto a partida inaugural, como a decisão e as cerimônias de abertura e encerramento dessa copa. Além disso, 39 centros de treinamento seriam usados em 12 estados diferentes para as seleções participantes do torneio.

### Desistências
África do Sul
O país africano já chegou a ser um dos possíveis candidatos para a Copa do Mundo de Futebol Feminino de 2023, porém, desistiu da candidatura antes da fase final, alegando concentração no desenvolvimento de uma liga nacional feminina. Em 20 de setembro de 2022, o país anunciou novamente que seria candidato para receber o torneio feminino, sendo motivado pela conquista do título da Copa das Nações Africanas Feminina, realizado no Marrocos. Além disso, foi também o único país do continente africano a sediar a edição masculina da Copa do Mundo em 2010, podendo reaproveitar boa parte da estrutura.
Em 13 de junho de 2023, os organizadores da campanha África do Sul 2027 divulgaram uma lista com as nove cidades e os dez estádios que receberiam as partidas, estando entre elas: Joanesburgo, Cidade do Cabo, Durban, Porto Elizabeth, Rustemburgo, Polokwane, Nelspruit, Bloemfontein e Kimberley. Exceto Kimberley, todas as cidades já receberam os jogos da versão masculina em 2010, com o Estádio FNB em Joanesburgo sendo um dos cotados para receber a partida inaugural e a decisão e o Orlando Stadium receberia as preliminares e a fase final.
Em 24 de novembro de 2023, a África do Sul anunciou desistência visando focar na edição de 2031.
 Estados Unidos e  México

Logotipo da candidatura dos Estados Unidos e México

Carlos Cordeiro, eleito presidente da Federação de Futebol dos Estados Unidos em 2018, manifestou interesse em que os EUA organizem o torneio como parte de sua plataforma de campanha, afirmando "que podemos e devemos sediar a Copa do Mundo Feminina da FIFA em 2027". Se fosse bem-sucedido, os EUA sediariam a Copa do Mundo Feminina um ano após co-sediar a versão masculina em 2026 e um ano antes de Los Angeles sediar os Jogos Olímpicos e Paralímpicos de Verão de 2028. Os Estados Unidos já organizaram o evento em 1999 e 2003. A edição de 1999 estabeleceu um recorde de maior média de presença, com a final entre a equipe anfitriã e a China no Rose Bowl, ainda classificada como o evento esportivo feminino mais frequentado da história do país. Foi relatado em 6 de agosto de 2021 que o futebol dos EUA estava considerando uma oferta para a Copa do Mundo Feminina de 2031 como uma alternativa antes de restabelecer seu plano para 2027 em 17 de junho de 2022. Os Estados Unidos também sediariam a Copa do Mundo de Rugby de 2031, o que significa que a licitação para a Copa do Mundo Feminina da FIFA do mesmo ano pode causar um conflito de agendas. Em 21 de junho de 2022, o presidente da Federação Mexicana de Futebol, Yon de Luisa, anunciou interesse em sediar a edição de 2027 e tentaria fazer uma oferta para isso. O México nunca sediou uma Copa do Mundo Feminina da FIFA, mas sediou a Copa do Mundo masculina duas vezes em 1970 e 1986, antes de fazê-lo novamente como anfitrião conjunto da Copa do Mundo FIFA de 2026.
Em 19 de abril de 2023, os dois países confirmaram as suas candidaturas para receber o mundial feminino de 2027, unindo seus projetos. Se a candidatura conjunta fosse escolhida, essa poderia ser a primeira vez em que duas nações sediam duas versões diferentes da Copa do Mundo FIFA num intervalo de um ano, além dos EUA ser o país que mais recebeu esta versão da Copa.
Pela parte estadunidense, foram oferecidas as cidades de Atlanta, Boston, Dallas, Filadélfia, Houston, Kansas City, Los Angeles, Miami, Nova Iorque, São Francisco e Seattle. No lado mexicano, foram oferecidas a Cidade do México, Guadalajara, León, Monterrei e Santiago de Querétaro.
Porém, em 29 de abril de 2024, os dois países decidiram cancelar os planos de disputarem o mundial de 2027, alegando precisarem de mais tempo para se preparar, adiando a candidatura para 2031. Além disso, os Estados Unidos foram escolhidos como sedes do Copa América de 2024 e do Mundial de Clubes FIFA de 2025, o que poderia significar um inchaço de eventos de futebol antecedendo a Copa do Mundo masculina e as partidas desse esporte nas Olimpíadas de 2028.

### Postulantes
- Chile: Demonstrou interesse em 27 de junho de 2019, mas não chegou a apresentar uma proposta oficial à FIFA.
- Itália: Chegou a se cogitar uma candidatura em 17 de fevereiro de 2021, mas o projeto não chegou a ir adiante.[38]
- Países nórdicos: Demonstraram interesse em outubro de 2019, mas não apresentaram nenhum tipo de licitação.

## Processo de escolha

### Calendário
Em 23 de março de 2023, a FIFA lançou o processo de licitação para a Copa do Mundo Feminina da FIFA de 2027. As principais datas incluem:
- 21 de abril de 2023: As associações-membro enviarão suas manifestações de interesse para sediar a Copa do Mundo Feminina de 2027;
- 19 de maio de 2023: As associações-membro devem confirmar seu interesse em se candidatar para sediar a Copa do Mundo Feminina, apresentando o contrato de licitação;
- Agosto de 2023: Workshop de propostas e programa de observadores durante a Copa do Mundo Feminina de 2023;
- 8 de dezembro de 2023: as associações-membro apresentarão suas propostas à FIFA;
- Fevereiro de 2024: a FIFA organizará visitas de inspeção in loco aos países candidatos;
- Maio de 2024: Publicação do relatório de avaliação de propostas da FIFA;
- 2º trimestre de 2024: Designação de propostas pelo Conselho da FIFA;
- 17 de maio de 2024: Nomeação da(s) anfitriã(s) da Copa do Mundo Feminina de 2027 pelo Congresso da FIFA em Banguecoque.

### Resultados da inspeção in-loco
Em 8 de maio de 2024, foi divulgado um relatório de 100 páginas, onde as duas candidaturas finalistas foram avaliadas por membros da comissão nos quesitos de infraestrutura, serviços, aspectos comerciais, sustentabilidade e direitos humanos.
| Notas de avaliação técnica da FIFA 8 de maio de 2024 |       |
| Candidatura                                          | Nota  |
| Brasil                                               | 4/5   |
| Alemanha, Bélgica e Países Baixos                    | 3,7/5 |

## Resultados da eleição

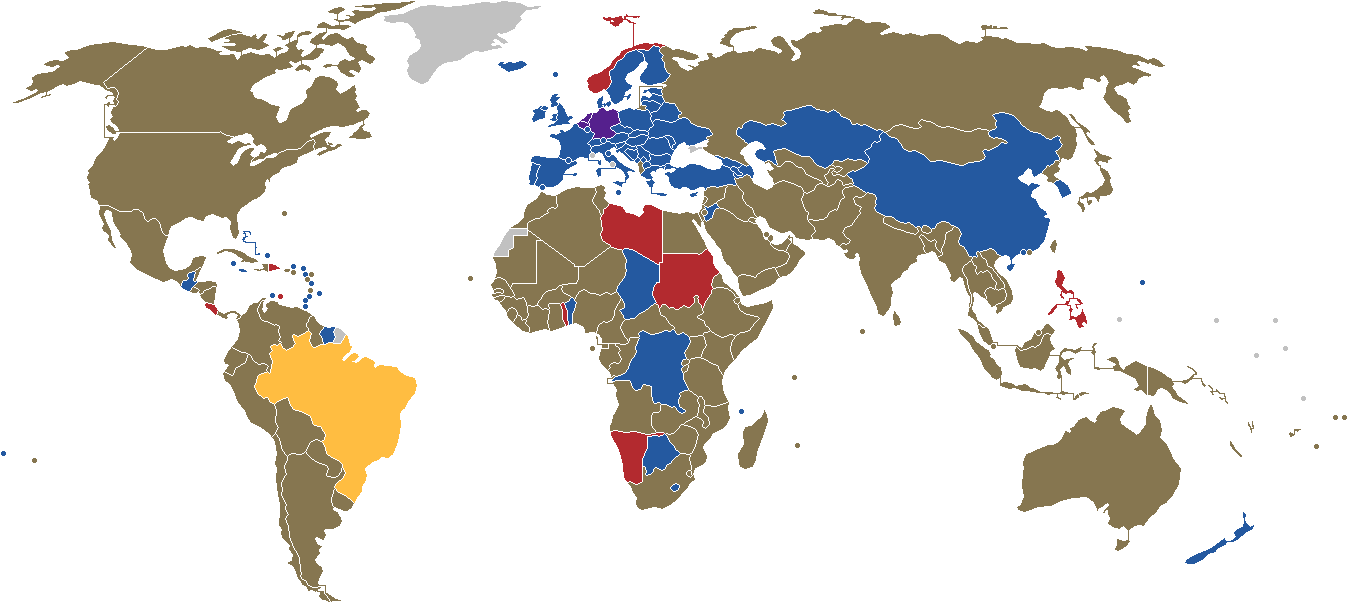
Votação da sede da Copa do Mundo de Futebol Feminino de 2027. Em cinza claro, os países que votaram no Brasil, e em azul, os países que votaram em Alemanha, Bélgica e Países Baixos. De vermelho, os países que decidiram não votar ou que tiveram problemas técnicos na votação. Os países candidatos são representados nas cores amarelo e roxo.

- Por problemas técnicos, os representantes das Filipinas e da Noruega não puderam computar os seus votos.[41]
- Os representantes da Costa Rica, Curaçau, Líbia, Namíbia, Nigéria, República Dominicana, Sudão e Togo optaram por não participar da votação.[41]
- O Brasil obteve os votos de quase todos os países da América do Sul, exceto Suriname, e de boa parte dos países ligados à África, América Central e a Ásia. Pelo lado europeu, o país recebeu o voto da Albânia e da Rússia. Já pelo Caribe, recebeu os votos de Antígua e Barbuda, Bermudas, Cuba, Haiti, Porto Rico, Santa Lúcia e das Ilhas Virgens Americanas.[41]
- A candidatura tripla de Alemanha, Bélgica e Países Baixos recebeu o voto de quase todos os países europeus, com exceção da Albânia e da Rússia. No lado americano, recebeu votos de boa parte de países caribenhos. Na Ásia, apenas China, Coreia do Sul, Guam, Jordânia e Macau deram preferência ao projeto europeu. Pela África, votaram Benim, Botswana, Chade, Comores, Lesoto e República Democrática do Congo. Na Oceania, apenas as Ilhas Cook e a Nova Zelândia deram preferência ao trio.[41]

| X Copa do Mundo de Futebol Feminino Congresso Ordinário da FIFA 17 de maio de 2024, em Banguecoque (Tailândia) |              |       |
| Países candidatos                                                                                              | Rodada única | %     |
| Brasil | 119          | 56,40 |
| Alemanha · Bélgica · Países Baixos                                                                             | 78           | 36,97 |
| Votos recusados                                                                                                | 4            | 1,90  |
| Abstenções | 10           | 4,73  |
| Total | 211          | 100   |